# Список вулиць Львова (Б)
Список усіх вулиць Львова, що починаються на літеру Б.
У списку вулиці подані за алфавітом. Назви вулиць на честь людей відсортовані за прізвищем і подаються у форматі Прізвище Ім'я і/або Посада. Якщо вулиця названа за цілісним псевдонімом або прізвиськом, то сортування відбувається за першої літерою псевдоніма або імені, тобто Лесі Українки — на літеру Л, Марка Вовчка, Марка Черемшини — на М, Олени Пчілки — на О, Панаса Мирного — на П, Янки Купали — на Я тощо.
Курсивом позначені зниклі вулиці.
Колір фону у списку залежить від типу урбаноніма.
| Назва                            | Тип    | Колишні назви | Район                   | Місцевість               | Рік затв. | Джерела              |
| -------------------------------- | ------ | --- | ----------------------- | ------------------------ | --------- | -------------------- |
| Бабія Олеся                      | вулиця | Любінська бічна, Рибалка, Петлюри (част.)                                                                         | Залізничний             | Мала Сигнівка            | 1993      | ВЛ, ГМ, Л            |
| Багалія Дмитра                   | вулиця | Якутська | Шевченківський          | Старі Збоїща             | 1993      | ВЛ, ГМ, Л            |
| Багряного Івана                  | вулиця | Олеховскєґо, Олеховського, Гурської                                                                               | Франківський            | Богданівка               | 1992      | ВЛ, ГМ, Л            |
| Бажана Миколи                    | вулиця | Здоров'я | Залізничний             | Рясне                    | 1988      | ВЛ, ГМ, Л            |
| Базальтова                       | вулиця | Міцкєвіча бочна (Гори)                                                                                            | Личаківський            | Гори                     | 1958      | ВЛ, ГМ, Л            |
| Базарна                          | вулиця | Шпітальна ґурна, Шлейхера, Браугаусґассе                                                                          | Шевченківський          | Клепарів                 | 1950      | ВЛ, ГМ, Л            |
| Бакинська                        | вулиця | Нойґебауера, Оршаньска, Оршанська                                                                                 | Залізничний             | Сигнівка                 | 1950      | ВЛ, ГМ, Л            |
| Балабана Маєра                   | вулиця | Слонечна бочна (Пшечніца Слонечней), Берка Йоселовіча, Леся Українкаґассе, Берка Йоселовича, Лазо                 | Галицький               | Центр                    | 1992      | ВЛ, ГМ, Л            |
| Балкова                          | вулиця | Дворска | Личаківський            | Знесіння                 | 1950      | ВЛ, ГМ, Л            |
| Балтійська                       | вулиця | Балтицка, Бальтенґассе, Балтицька                                                                                 | Франківський            | Кульпарків               | 1946      | ВЛ, ГМ, Л            |
| Бальзака Оноре де                | вулиця | Словацкєґо (Клепарів, част.), Мосціцкєґо (Клепарів), Вежбіцкєґо, Вежбіцького                                      | Шевченківський          | Клепарів                 | 1946      | ВЛ, ГМ, Л            |
| Банаха Стефана                   | вулиця | Дроґа коло Цмєнтажа, На Цетнерувце, Мазурувка, Мауерверк, Мазурівка                                               | Личаківський            | Цетнерівка, Погулянка    | 1946      | ВЛ, ГМ, Л            |
| Бандери Степана                  | вулиця | Нови Сьвят, Сапєґи, Комсомольська, Фюрстенштрассе, Сталіна, Миру                                                  | Галицький, Франківський | Новий Світ, Привокзальна | 1991      | ВЛ, ГМ, Л            |
| Бандрівського Дмитра             | вулиця | Автозаводська | Залізничний             | Левандівка               | 1993      | ВЛ, ГМ, Л            |
| Банківська                       | вулиця | Сикстуска бочна, Шайнохи, Юльмондштрассе                                                                          | Галицький               | Центр                    | 1945      | ВЛ, ГМ, Л            |
| Барбарисова                      | вулиця | Спортова (Кам'янка)                                                                                               | Залізничний             | Кам'янка                 | 1958      | ВЛ, ГМ, Л            |
| Барвінок Ганни                   | вулиця | Под Сточкєм, Фріц Вайцельґассе, Під Сточком                                                                       | Франківський            | Новий Світ               | 1946      | ВЛ, ГМ, Л            |
| Барвінських                      | вулиця | На Собєщизнє, Собєщизна, Собєщизни, Фюрстенґрунд, Верховинська                                                    | Личаківський            | Личаків                  | 1993      | ВЛ, ГМ, Л            |
| Баронча Садока                   | вулиця | Баронча-Садока, Петрашевського                                                                                    | Шевченківський          | Підзамче                 | 1993      | ВЛ, ГМ, Л            |
| Басараб Ольги                    | вулиця | Стальмаха, Брюсова                                                                                                | Личаківський            | Снопків                  | 1992      | ВЛ, ГМ, Л            |
| Батуринська                      | вулиця | Під Дембем (частково), Клепаровска бочна, Інвалідів, Курчатова                                                    | Шевченківський          | Клепарів                 | 1992      | ВЛ, ГМ, Л            |
| Бахматюка Олекси                 | вулиця | Гравійна | Личаківський            | Ялівець                  | 1993      | ВЛ, ГМ, Л            |
| Бачинського Юліана               | вулиця | Цментарна бочна, Шварцеґо, Шварцеґассе, Бічна Цвинтарна, Бічна Пустельникова                                      | Личаківський            | Знесіння                 | 1992      | ВЛ, ГМ, Л            |
| Баштанна                         | вулиця | Бічна Любінська                                                                                                   | Залізничний             | Сигнівка                 | 1958      | ВЛ, ГМ, Л            |
| Белзька                          | вулиця | Святого Яна (Знесіння), Попшечна бочна (Знесіння), Моджевскєґо-Фрич, Моджевського-Фрич, Майлова                   | Личаківський            | Нове Знесіння            | 1991      | ВЛ, ГМ, Л            |
| Бенцаля Миколи                   | вулиця | Бічна Краснодонська                                                                                               | Франківський            | Новий Світ               | 1992      | ВЛ, ГМ, Л            |
| Бережанська                      | вулиця | | Сихівський              | Козельники               | 1958      | ВЛ, ГМ, Л            |
| Березова                         | вулиця | Бжозова, Біркенґассе                                                                                              | Личаківський            | Великі Кривчиці          | 1946      | ВЛ, ГМ, Л            |
| Берестейської унії               | площа  | пляц Унії Бжескєй, Кляйнермаркт, Унії Бжеської, площа Липнева                                                     | Франківський            | Привокзальна             | 2024      | ПСВЛ, ВП, Л, ІМ      |
| Берестяна                        | вулиця | Черешнева (Збоїща)                                                                                                | Шевченківський          | Збоїща                   | 1958      | ВЛ, ГМ, Л            |
| Беринди Памви                    | вулиця | Вонзка, Коло Вєденскєй кавярні, Кілінскєґо, Геллерштрассе, Кілінського                                            | Галицький               | Центр                    | 1992      | ВЛ, ГМ, Л            |
| Бескидська                       | вулиця | Пелтевна (Кривчиці), Школьна (Кривчиці), Учбова, Польна, Золочівська                                              | Личаківський            | Великі Кривчиці          | 1993      | ВЛ, ГМ, Л            |
| Бетховена Людвіга                | вулиця | Оґродніцка бочна, Яґєлли, Бехоньскєґо, Бехонського                                                                | Шевченківський          | Замарстинів              | 1950      | ВЛ, ГМ, Л            |
| Біберовича Івана                 | вулиця | Обробна | Залізничний             | Кам'янка                 | 1993      | ВЛ, ГМ, Л            |
| Бібліотечна                      | вулиця | Марії Маґдалєни (частково), Липова (частково), Уєйскєґо, Баворовскіх, Адам Різеґассе, Баворовських, Факультетська | Галицький               | Новий Світ               | 1946      | ВЛ, ГМ, Л            |
| Бігова                           | вулиця | | Личаківський            | Великі Кривчиці          | 1962      | ВЛ, ГМ, Л            |
| Біласа Василя                    | вулиця | Бика бочна, Карна бочна, Бічна Проїзна                                                                            | Шевченківський          | Центр                    | 1993      | ВЛ, ГМ, Л            |
| Білинського Михайла              | вулиця | Бічна Морська | Франківський            | Кульпарків               | 1993      | ВЛ, ГМ, Л            |
| Білогорща                        | вулиця | Новоповітряна | Залізничний             | Білогорща                | 1992      | ВЛ, ГМ, Л            |
| Білозіра Ігоря                   | вулиця | Лозіньскєґо, Тюльпенштрассе, Лозинського, Герцена                                                                 | Галицький               | Центр                    | 1944      | ВЛ, ПСВЛ, ІВЛ, ВП, Л |
| Білоруська                       | вулиця | Йорданська нова                                                                                                   | Шевченківський          | Голоско                  | 1963      | ВЛ, ГМ, Л            |
| Білоцерківська                   | вулиця | | Сихівський              | Снопків                  | 1957      | ВЛ, ГМ, Л            |
| Біляшівського Миколи             | вулиця | Крулєвска (або Кшива) бочна, Усарска, Волочаєвська                                                                | Шевченківський          | Підзамче                 | 1991      | ВЛ, ГМ, Л            |
| Бічна Прилбицька                 | вулиця | | Шевченківський          | Рясне                    | 1991      | ГМ                   |
| Бічна Сотника Панаса Василя      | вулиця | Лесі Українки бічна (Рясне); Лесі Українки бічна, Василевської бічна                                              | Шевченківський          | Рясне                    | 1993      | ПСВЛ, ВП, Л          |
| Блажкевич Іванни                 | вулиця | Прокатна | Залізничний             | Левандівка               | 1993      | ВЛ, ГМ, Л            |
| Бобанича Тараса                  | вулиця | Францішканьска, Францісканерґассе, Францісканська, Короленка                                                      | Личаківський            | Личаків                  | 2022      | ВЛ, ПСВЛ, ІВЛ, ВП, Л |
| Боберського Івана                | вулиця | За Роґатком, Татар-Тшесньовскєґо, Панцерґассе, Татар-Тшесньовського, Чекаліна                                     | Франківський            | Новий Світ               | 1991      | ВЛ, ГМ, Л            |
| Бобинського Василя               | вулиця | Акцизова, Акцизна                                                                                                 | Личаківський            | Підзамче                 | 1963      | ВЛ, ГМ, Л            |
| Богданівська                     | вулиця | Хмельницького (Кривчиці)                                                                                          | Личаківський            | Великі Кривчиці          | 1962      | ВЛ, ГМ, Л            |
| Богомольця Олександра, академіка | вулиця | Асника, Пергенґассе                                                                                               | Личаківський            | Личаків, Центр           | 1950      | ВЛ, ГМ               |
| Богуна Івана                     | вулиця | Ходкєвіча, Богуна, Ходкєвича, Жмуркі, Герхард Зудерманнґассе, Жмурки, Березіна                                    | Франківський            | Новий Світ               | 1946      | ВЛ, ГМ               |
| Боднарська                       | вулиця | | Сихівський              | Боднарівка               | 1958      | ВЛ, ГМ               |
| Бодянського Осипа                | вулиця | Новаторська | Личаківський            | Нове Знесіння            | 1993      | ВЛ, ГМ, Л            |
| Бой-Желенського Тадеуша          | вулиця | Чиста, Абраґамовічув, Кляйстштрассе, Абрагамовичів                                                                | Франківський            | Вулька                   | 1946      | ВЛ, ГМ, Л            |
| Бойківська                       | вулиця | Вулька Панєнска, Крушнік, Бетговенвеґ, Крушник                                                                    | Франківський            | Вулька                   | 1946      | ВЛ, ГМ               |
| Бойчука Михайла                  | вулиця | Шухова | Франківський            | Кульпарків               | 1992      | ВЛ, ГМ, Л            |
| Болбочана Петра, полковника      | вулиця | Розрядна | Залізничний             | Білогорща                | 1993      | ВЛ, ГМ, Л            |
| Бонна Франца Ксаверія            | вулиця | Бічна Багалія, Абхазька                                                                                           | Шевченківський          | Збоїща                   | 2024      | ВЛ, ГМ, Л            |
| Болгарська                       | вулиця | Булґарска, Булґаренштрассе                                                                                        | Галицький               | Цитадель                 | 1944      | ВЛ, ГМ, Л            |
| Бориславська                     | вулиця | Вільчкув, Вільчків                                                                                                | Шевченківський          | Замарстинів              | 1946      | ВЛ, ГМ, Л            |
| Боровиковського Левка            | вулиця | ІІ Бочна Пасєчней, ІІ Бочна Кшивчицкєй дроґі, Ґіллера, Кивелюкґассе                                               | Личаківський            | Ялівець                  | 1946      | ВЛ, ГМ, Л            |
| Бортнянського Дмитра             | вулиця | Яновска бочна, Сьвєнтокшиска, Гайліґенкройцґассе, Свєнтокшиська, Дністровська, 27 Липня                           | Залізничний             | Клепарів                 | 1992      | ВЛ, ГМ, Л            |
| Ботанічна                        | вулиця | | Залізничний             | Левандівка               | 1957      | ВЛ, ГМ, Л            |
| Ботева Христо                    | вулиця | Складова, Ляґерґассе                                                                                              | Франківський            | Богданівка               | 1963      | ВЛ, ГМ, Л            |
| Братів Дужих                     | вулиця | Ченстоховска бочна, Каспровіча, Богунґассе, Каспровича, Контактна, Комарова                                       | Залізничний             | Клепарів                 | 2022      | ВЛ, ПСВЛ, ІВЛ, ВП, Л |
| Братів Климових                  | вулиця | Бялоґурска бочна, Білогорська бічна, провулок Естонський                                                          | Залізничний             | Левандівка               | 1993      | ВЛ, ГМ, Л            |
| Братів Міхновських               | вулиця | Ґродєцка бочна, Костопальні (Дорога до костопальні), Лещиньскєґо, Мазепаґассе, Московська                         | Залізничний             | Привокзальна             | 1992      | ВЛ, ГМ, Л            |
| Братів Рогатинців                | вулиця | Нова, Собєскєґо, Кеніґштрассе, Комсомольська                                                                      | Галицький               | Центр                    | 1991      | ВЛ, ГМ, Л            |
| Братів Тимошенків                | вулиця | Кадетска бочна, Слівіньскєґо, Штрассе дер Жандармері, Станіславського                                             | Франківський            | Вулька                   | 1992      | ВЛ, ГМ, Л            |
| Братня                           | вулиця | Нова (Збоїща) | Шевченківський          | Збоїща                   | 1958      | ВЛ, ГМ, Л            |
| Братуня Ростислава               | вулиця | Слєпа, Нєвядомскєґо, Цвішенґассе, Албанська                                                                       | Личаківський            | Филипівка                | 2009      | ВЛ, ГМ, Л            |
| Бринського Михайла               | вулиця | Економічна | Личаківський            | Нове Знесіння            | 1993      | ВЛ, ГМ, Л            |
| Броварна                         | вулиця | Клєпаровска бочна, До кошар Ґолуховскєґо, Майзельса, Бірґассе                                                     | Шевченківський          | Клепарів                 | 1950      | ГМ, Л                |
| Броварського Лева                | вулиця | Проектована 8 | Сихівський              | Боднарівка               | 2012      | УЛМР                 |
| Бродівська                       | вулиця | Польова бочна | Личаківський            | Знесіння                 | 1993      | ВЛ, ГМ, Л            |
| Бруснична                        | вулиця | | Сихівський              | Козельники               | 1958      | ВЛ, ГМ, Л            |
| Бруснівська                      | вулиця | Бялоґурска (частина), Білогурська (частина), провулок Новоросійський                                              | Залізничний             | Левандівка               | 1993      | ВЛ, ГМ, Л            |
| Брюховицька                      | вулиця | Леніна (Рясне) | Шевченківський          | Кам'янка, Рясне          | 1958      | ВЛ, ГМ, Л            |
| Бужанська                        | вулиця | | Шевченківський          | Збоїща                   | 1958      | Л                    |
| Бузинова                         | вулиця | | Залізничний             | Кам'янка                 | 1958      | ВЛ, ГМ, Л            |
| Бузкова                          | вулиця | Мєщаньска (частина), Міщанська, Захарова (частина)                                                                | Сихівський              | Пасіки                   | 1991      | ВЛ, ГМ, Л            |
| Букова                           | вулиця | | Личаківський            | Ялівець                  | 1934      | ВЛ, ГМ, Л            |
| Буковинська                      | вулиця | | Шевченківський          | Голоско                  | 1958      | ВЛ, ГМ, Л            |
| Буська                           | вулиця | Бічна Миронюка | Личаківський            | Знесіння                 | 1992      | ВЛ, Л                |
| Буцманюка Юліана                 | вулиця | Личаковска бочна, Бічна Леніна                                                                                    | Личаківський            | Личаків                  | 1992      | ВЛ, ГМ, Л            |